# Dolgener See (Feldberger Seenlandschaft)
Der Dolgener See im Landkreis Mecklenburgische Seenplatte ist – von den zuführenden Rinnsalen und Gräben ist der am nordöstlichen Seeende mündende als Quellbach klassifiziert – der Quellsee des Godendorfer Mühlenbachs, der schließlich in Brandenburg die Größe eines Flusses gewinnt und als Hegensteinfließ bei Fürstenberg in den Schwedtsee der Havel mündet. Der Dolgener See liegt 4–5 km westlich von Feldberg, dem Hauptort der Gemeinde Feldberger Seenlandschaft, im Naturpark Feldberger Seenlandschaft. 
Er ist ein glazialer Zungenbeckensee, in einem Endmoränengebiet eingebettet. Er hat eine ungefähre Länge von rund 4,2 Kilometern und eine ungefähre Breite von nur 200 Metern. Der sehr schmale und leicht sichelförmige See ist wenig gegliedert. Im Süden hat er fast Nord-Süd-Richtung, im Norden fast Ost-West-Richtung. Der See gehört mit 97,6 m über NHN zu den höchstgelegenen Seen in Mecklenburg-Vorpommern, allerdings liegen der Woldegker Stadtsee noch neun und der Bucheisensee gut 30 m höher. Die umliegenden Höhen erreichen 128 m ü. NHN unweit des Ostufers. Drei Ortschaften liegen in der Nähe des Sees. Das sind Dolgen im Westen, Lüttenhagen im Osten und Koldenhof im Südwesten. Am Südzipfel liegt das Sägewerk Koldenhof. Der Südteil und große Teile des Ostufers sind bewaldet, der Rest wird landwirtschaftlich genutzt. Nördlich des Sees verläuft die stillgelegte Bahnstrecke Thurow–Feldberg.

## Name
Der Name Dolgener See leitet sich vom altslawischen Wort dlŭgŭ für lang ab., das allerdings schon vor Jahrhunderten auf den Ort Dolgen nordwestlich des Sees übergegangen ist (wie auch bei Dolgen am See/Dolgener See im Landkreis Rostock).